# Diann Roffe Steinrotter
Diann Roffe Steinrotter, née le 24 mars 1967 à Warsaw (New York), est une ancienne skieuse alpine américaine.

## Palmarès

### Jeux olympiques d'hiver
| Édition / Épreuve   | Descente | Super G | Slalom géant | Slalom | Combiné |
| ------------------- | -------- | ------- | ------------ | ------ | ------- |
| JO 1988 Calgary     | —        | —       | 12e          | 15e    | —       |
| JO 1992 Albertville | —        | Abandon | Argent       | —      | —       |
| JO 1994 Lillehammer | —        | Or      | Abandon      | —      | —       |

### Championnats du monde
| Édition / Épreuve           | Descente | Super G                          | Slalom géant | Slalom  | Combiné |
| --------------------------- | -------- | -------------------------------- | ------------ | ------- | ------- |
| Mondiaux 1985 Bormio        | —        | Épreuve inexistante à cette date | Or           | —       | —       |
| Mondiaux 1987 Crans-Montana | —        | —                                | Abandon      | Abandon | —       |
| Mondiaux 1989 Vail          | —        | 14e                              | Abandon      | —       | —       |
| Mondiaux 1993 Morioka       | —        | 13e                              | Abandon      | Abandon | —       |

### Coupe du monde
- Meilleur résultat au classement général : 10e en 1990 et 1992
  - 2 victoires : 1 super-G et 1 géant

#### Différents classements en coupe du monde
| Saison / Épreuve | Saison / Épreuve | Général | Général | Slalom | Slalom | Géant  | Géant  | Super-G | Super-G |
| ---------------- | ---------------- | ------- | ------- | ------ | ------ | ------ | ------ | ------- | ------- |
| Saison / Épreuve | Saison / Épreuve | Class.  | Points  | Class. | Points | Class. | Points | Class.  | Points  |
| 1984             | 1984             | 68e     | 8       | -      | -      | 30e    | 8      | -       | -       |
| 1985             | 1985             | 25e     | 57      | 47e    | 1      | 9e     | 57     | -       | -       |
| 1988             | 1988             | 91e     | 2       | -      | -      | 29e    | 2      | -       | -       |
| 1989             | 1989             | 66e     | 6       | 34e    | 3      | 29e    | 3      | -       | -       |
| 1990             | 1990             | 10e     | 130     | 20e    | 19     | 4e     | 82     | 11e     | 29      |
| 1991             | 1991             | 44e     | 29      | 21e    | 10     | 24e    | 8      | 21e     | 11      |
| 1992             | 1992             | 10e     | 607     | 48e    | 14     | 3e     | 372    | 6e      | 221     |
| 1993             | 1993             | 42e     | 160     | 43e    | 25     | 19e    | 75     | 19e     | 60      |
| 1994             | 1994             | 39e     | 191     | -      | -      | 30e    | 50     | 13e     | 141     |

#### Détails des victoires
| Épreuve / Édition | Géant       | Super-G | Total |
| 1985              | Lake Placid | -       | 1     |
| 1994              | -           | Vail    | 1     |
| Total             | 1           | 1       | 2     |